# Mota Quic (Hera)
Mota Quic (Mota Ki'ik, Motaquic, Motaquia, Motakik, deutsch Fluss Quic) ist eine Aldeia des osttimoresischen Sucos Hera (Verwaltungsamt Cristo Rei, Gemeinde Dili). Sie ist nach dem Fluss Quik benannt, der durch die Aldeia in der Regenzeit fließt. 2015 hatte die Aldeia 1659 Einwohner.

## Geographie
Mota Quic bildet den Süden des Sucos Hera. Im Norden reicht die Aldeia bis an die Avenida Hera, wo sie an die Aldeia Halidolar grenzt. Im Nordwesten und Nordosten grenzt Mota Quic an die Aldeia Acanuno und im Osten an die Aldeia Sucaer Laran. Südlich liegt die Gemeinde Aileu.
Der Ortsteil Mota Quic liegt an der Avenida Hera, im Nordwesten der Aldeia. Weitere Ortsteile Heras in der Aldeia Mota Quic sind Jembatankik, Montensaun und Berukulun, die ebenfalls an der Avenida liegen. Weiter südlich befinden sich die kleinen Dörfer Sidara und Caremon.

## Einrichtungen
Zwischen Sidara und Mota Quic befindet sich die Grundschule Mota Kiik. Weiter östlich steht an der Avenida Hera die Technische Sekundar-Berufsschule Hera (Escola Secundaria Tecnica Vocacional ESTV-HERA) und das Karmelitinnenkloster von Hera (Convento de Freiras Carmelitas Contemplativas em Hera). Im Norden des Ortsteils Mota Quic hat die Universidade Nasionál Timór Lorosa’e (UNTL) mit der Fakultät für Landwirtschaft einen Ableger. Die Dominikanerschule liegt am Südufer des Quiks im Nordosten von Mota Quic.

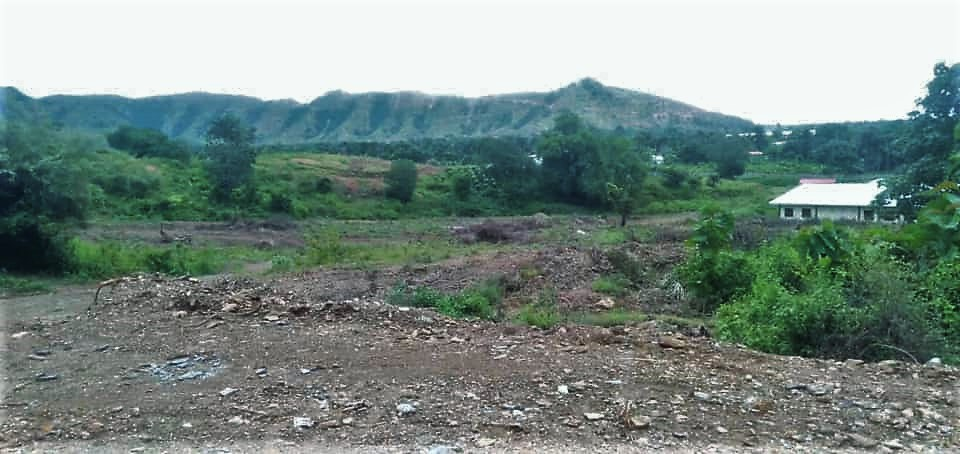
Beim Karmelitinnenkloster
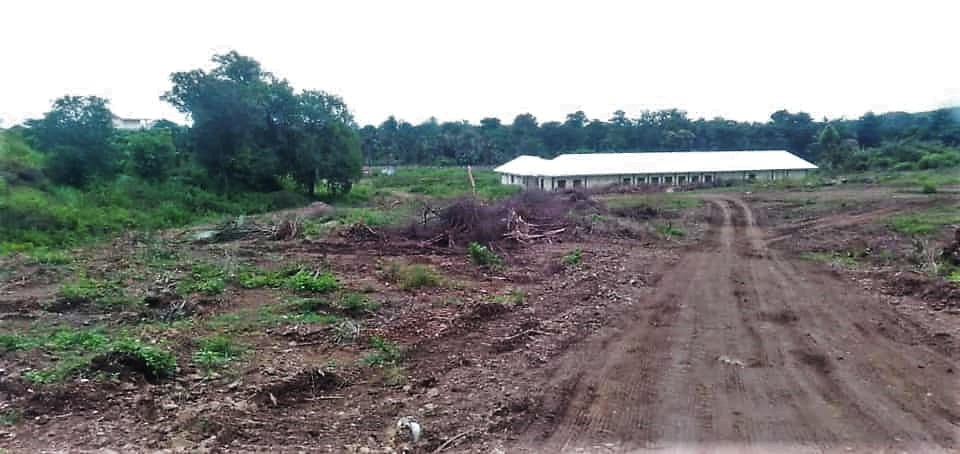
Karmelitinnenkloster von Hera
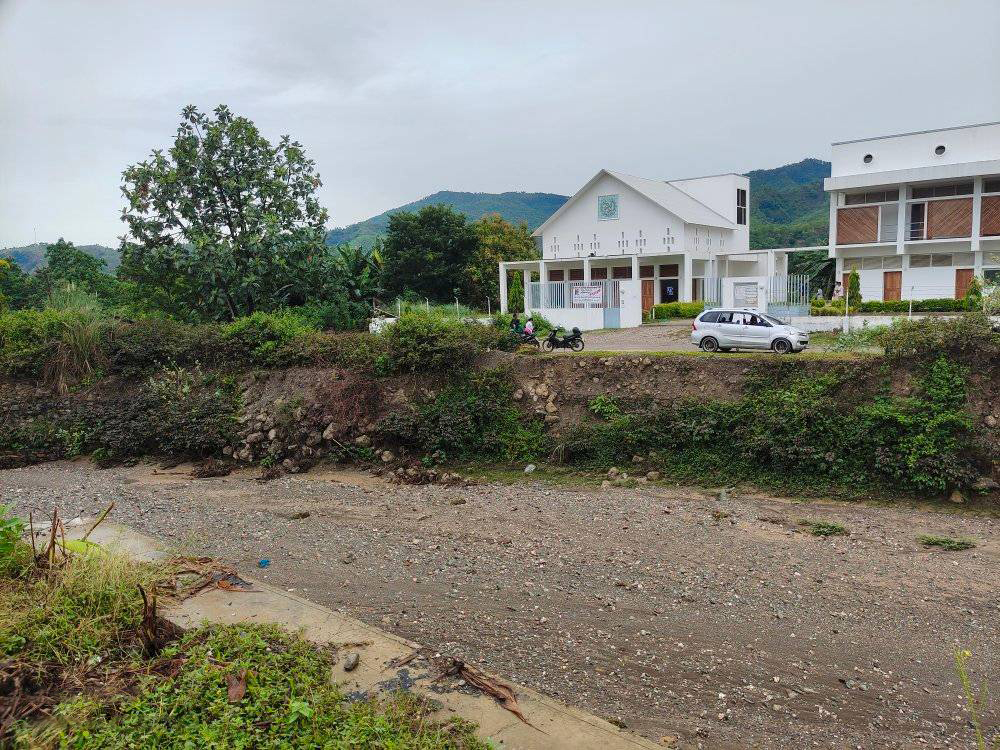
Dominikanerschule in Jembatankik